# Христо Христов Урумов
Христо Христов Урумов е български учител и революционер, деец на Вътрешната македоно-одринска революционна организация.

## Биография
Христо Стоянов е роден в 1881 година в гевгелийското село Мързенци, тогава в Османската империя. Получава основно и прогимназиално образование в българското училище в Гевгели, след което продължава образованието си в Сярското българско педагогическо училище. В Сяр е привлечен към ВМОРО. След завършването си става български учител и продължава да се занимава с революционна дейност.
Взима участие в избухналото през лятото на 1903 година Илинденско-Преображенско въстание и участва в сраженията на четите на Сава Михайлов и Аргир Манасиев в Гевгелийския революционен район. След въстанието бяга в България.
След Младотурската революция е амнистиран, завръща се в Османската империя и отново работи като учител.
След попадането на Гевгелийско в Сърбия след Балканските войни е принуден от новите власти да бяга в България.
На 9 април 1943 година, като жител на Гевгелия, подава молба за българска народна пенсия, която е одобрена и пенсията е отпусната от Министерския съвет на Царство България.